# Auto- und Motorrad-Museum Pleidelsheim
Das Auto- und Motorrad-Museum Pleidelsheim, auch Krauser-Gedächtnis-Zweiradmuseum, Zweiradmuseum Pleidelsheim und Zweirad-Museum Pleidelsheim, war ein Museum in Pleidelsheim im Landkreis Ludwigsburg in Baden-Württemberg.

## Geschichte
Der Sammler Manfred Wirth machte ab 1993 seine Motorradsammlung der Öffentlichkeit zugänglich. Sein Museum befand sich seit 2002 in einem denkmalgeschützten ehemaligen Tabakschuppen am Ortsrand von Pleidelsheim.
Es war an Wochenenden und Feiertagen geöffnet.
Gelegentlich gab es eine Sonderausstellung.
Die Zeitschrift Tourenfahrer bewertete das Museum als sehenswert und interessant.
Einige Monate nach Manfred Wirths Tod im Juli 2014 kündigte sein Sohn an, das Museum auf Anfrage wieder zu öffnen.
In den im Webarchiv gespeicherten Internetseiten der Stadt Pleidelsheim im Bereich Museen findet sich am 17. Dezember 2016 der letzte Eintrag, während er am 4. Juni 2017 erstmals fehlte.
Das Museum ist 2022 laut Mitteilung des Instituts für Museumsforschung aufgelöst.

## Exponate
Das Museum im Tabakschuppen hatte vier Ebenen und insgesamt 860 m² Ausstellungsfläche.
Für 1998 sind 150 Motorräder, 20 Mopeds und 2 Autos angegeben.
Die Sammlung bestand im Jahr 2010 aus rund 250 historischen Motorrädern.
Für 2014 sind 180 Motorräder, 40 Mopeds, 35 Fahrräder, 15 Autos und 25 Motoren überliefert.
Bei der Wiederöffnung im Jahr 2015 wurden 60 historische Motorräder von BMW, Adler, Triumph, Java, Ural, MZ, Simson, DKW, Mars und Ardie gezeigt. Kernstück der Ausstellung waren mehrere Krauser-Rennmaschinen.
Dazu gab es einige vierrädrige Raritäten wie einen Rolls-Royce Wraith und Nachbauten einer Daimler-Motorkutsche von 1886 und eines Benz-Dreirads von 1886.
Ein Rennwagen von Roland Hinz stand bis 2017 im Museum. Es hieß, dass dieses Fahrzeug anschließend im Zweigwerk 11 in Eislingen/Fils ausgestellt würde. Dort steht ebenfalls ein Nachbau des Benz-Dreirades von 1886. Die Verbindung zum Museum in Pleidelsheim ist unklar.

## Gebäude
Der Tabakschuppen wurde 1933 von der Gemeinde Pleidelsheim gebaut. Vor allem Kleinbauern, die sich keine eigenen Trockenschuppen leisten konnten, nutzten ihn zur Trocknung ihrer Tabakernte. Der Schuppen war eine reine Holzkonstruktion mit Dachlüfterhaube. Die Luftzufuhr wurde durch seitlich angebrachte Gruppen von Lüftungsklappen geregelt. Während der Trocknung konnten Wärme und Feuchtigkeit oben über die Dachlüfter abströmen.
Der Tabakanbau in Pleidelsheim wurde 1990 eingestellt. 1997 wurde an der westlichen Seite des Schuppens ein optisch angeglichenes Wohnhaus mit Eigentumswohnungen angebaut.